# Mah Chonggi
Mah Chonggi (* 17. Januar 1939 in Tokio) ist ein südkoreanischer Lyriker.

## Leben
Mah Chonggi wurde am 17. Januar 1939 in Tokio, Japan geboren. Er machte seinen Abschluss in Medizin an der Yonsei University und der Seoul National University. Nachdem er 1966 seine Forschungen in Korea abgeschlossen hatte, ging er in die USA. Er unterrichtet dort an der Fakultät für Medizin der Ohio State University und arbeitete als Radiologe in Toledo, Ohio. 2002 zog er sich dann vollkommen aus der Medizin und von professioneller Beschäftigung zurück und widmete seine Aufmerksamkeit voll und ganz dem Schreiben von Poesie.
Die Hauptthemen seiner Gedichte sind seine Erfahrungen als Doktor und sein Leben in Japan und vor allem den USA. Die Werke, die einen medizinischen Hintergrund haben, drücken die Hoffnung aus, dass Liebe die Fähigkeit erlange Schmerz zu negieren. Die Werke, die sein Leben im Ausland als Hintergrund haben, sind meist in einer weitaus komplexeren Tonart geschrieben. Sie handeln von verschiedenen widersprüchlichen Gefühlen wie Patriotismus, Liebe und Wut gegenüber anderen Koreanern und Scham, die in den Betrachtungen seines Heimatlandes wurzelt. Beide Themen weisen jedoch das gleiche Mitgefühl für die Menschheit auf, egal ob aufgrund von deren Leiden oder Entwurzelung, und erreicht eine Universalität, die zu Mahs Markenzeichen wurde.

## Arbeiten

### Koreanisch

#### Gedichtsammlungen
- 조용한 개선 Ruhige Verbesserung (1960)
- 두 번째 겨울 Der zweite Winter (1965)
- 평균율1 Durchschnitt 1 (1968)
- 평균율2 Durchschnitt 2 (1972)
- 변경의 꽃 Die Blume der Veränderung (1976)
- 안 보이는 사랑의 나라 Das Land der unsichtbaren Liebe (1980)
- 그 나라 하늘빛 Der Himmel dieses Landes (1991)
- 이슬의 눈 Die Augen des Taus (1997)
- 마종기 시전집 Gedichte von Ma Chonggi (1999)
- 새들의 꿈에서는 나무 냄새가 난다 Im Traum von Vögeln riecht es nach Bäumen (2002)
- 보이는 것을 바라는 것은 희망이 아니므로 Das Sichtbare zu wollen, ist keine Hoffnung (2004)
- 우리는 서로 부르고 있는 것일까 Ob wir uns wohl beide gegenseitig rufen? (2006)
- 하늘의 맨살 Die nackte Haut des Himmels (2010)

#### Essaysammlungen
- 별, 아직 끝나지 않은 기쁨 Sterne, die immer noch nicht beendete Freude (2003)
- 아주 사적인, 긴 만남 Ein sehr intimes, langes Treffen (2009)
- 당신을 부르며 살았다 Ich lebe deinen Namen rufend (2010)

### Übersetzungen

#### Deutsch
- Augen aus Tau, Edition Delta (2012) ISBN 978-3927648456

## Auszeichnungen
- 2009 – 제54회 현대문학상 시부문상 (Preis für zeitgenössische Literatur, Kategorie Lyrik)
- 2003 – 제16회 동서문학상 (Tongsŏ Literaturpreis)
- 1997 – 제09회 이산문학상 (Yi-San-Literaturpreis)
- 1997 – 제07회 편운문학상 (Pyŏnun-Literaturpreis)